# 諾丁漢站

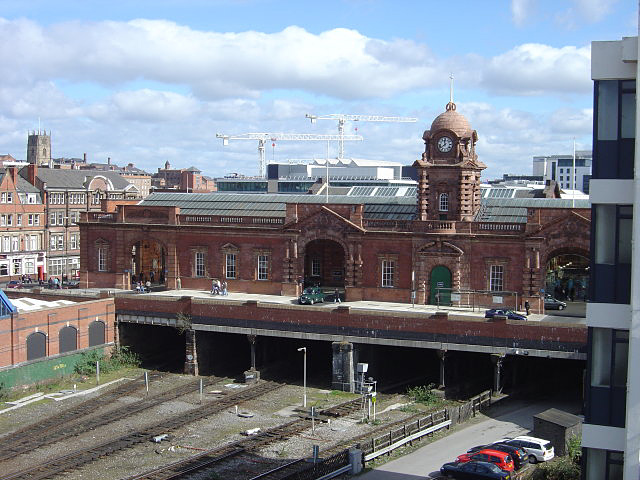
諾丁漢站

諾丁漢站（英語：Nottingham station）是英國城市諾丁漢的一座鐵路車站。諾丁漢車站由東米德蘭列車、英國縱貫鐵路和北方鐵路運營。2007年11月11日之前，諾丁漢車站由米德蘭主線和中央列車運營，另外車站可轉乘路面電車系統諾丁漢特快。根據鐵路和公路辦公室的統計數據，諾丁漢站是東米德蘭地區最繁忙的火車站。

## 歷史
諾丁漢的首座火車站開業於1839年5月。現今的車站建築啟用於1904年，以愛德華七世時代的巴洛克復興風格建造，耗資100萬英鎊（換算至2021年為1.142億英鎊），在啟用前夕（1904年1月16日），該車站被《諾丁漢晚報》描述為“宏偉的新建築群”，其建築混合使用了紅磚、赤陶和彩陶。

## 轉乘
隨著2004年3月諾丁漢特快的開通，諾丁漢站成為新電車線路的南端終點站。2015年7月27日，一座新的電車站啟用。

## 外部連結
- Nottingham Train Station Information
- Nottingham Train Station – The Open Guide to Nottingham（页面存档备份，存于）